# Lucien Lorelle
Lucien Lorelle  (1894 - 26 de febrero de 1968) fue un fotógrafo francés del siglo XX y uno de los fundadores del Grupo Les XV.
Nació en París y durante la Primera Guerra Mundial sirvió en el ejército francés siendo condecorado con la Cruz de guerra y la Legión de Honor. En 1921 entró a trabajar en el estudio fotográfico de los hermanos Manuel y en 1927 creó el "Studio Lorelle" con su cuñado Marcel Amson, en el que trabajaron y estudiaron fotografía los fotógrafos Jaroslav Rössler, Erna Wagner-Hehmke y Nadau Rose. En 1935 cedió el estudio a su cuñado y abrió un gabinete especializado en fotografía publicitaria al que llamó Lucien Lorelle.
Tras la Segunda Guerra Mundial fue cofundador del grupo Les XV que trataba de promover la fotografía como arte y la valoración del patrimonio fotográfico existente. En 1952 fundó el primer laboratorio fotográfico profesional de fotografía en color de Francia con el nombre de Central Color que se convirtió en un negocio familiar. Desde 1958 su actividad se centra en la enseñanza de la fotografía y la publicación de libros.
A lo largo de su trayectoria profesional cultivó diversos géneros fotográficos como el retrato, siendo numerosos los artistas que fotografió y entre los que se encuentran Annabella, Gloria María, Carol Martine, Dominique Wilms, Micheline Presle, Danielle Darrieux, Albert Prejean, Jean Cocteau, Gerard Philipe, Madeleine Robinson, Madeleine Sologne, Serge Reggiani, Jean Marais, Michel Simon, Jean Gabin o Janine Grenet. También realizó fotografía de moda en la que se caracterizó por proporcionar libertad de movimientos a sus modelos en la toma de la fotografía. La fotografía publicitaria fue otra de sus actividades destacadas y estuvo encargado de las campañas de las Galerías Lafayette en colaboración con Cassandre y realizó trabajos para marcas como L'Oréal, Pernod, Perrier, Teppaz, Philips, Winston, Cinzano, Chanel o Shell.
Algunas de sus obras presentan una influencia surrealista al emplear técnicas fotográficas como las sobreimpresiones, esta influencia se nota especialmente en sus fotografías de desnudo que alcanzaron gran relevancia. Al estar interesado además en la pintura, la escritura y la poesía realizó obras eclécticas combinando textos, dibujos y fotografías.
Entre las exposiciones que se han realizado sobre su obra se pueden destacar la realizada en la Biblioteca Nacional de Francia a finales del 2006 titulada «Fotografías humanistas» y la retrospectiva dedicada a su obra a finales de 2007.